# Brandenburg (Schiff, 1893)
Die Brandenburg war ein bis 1899 als Panzerschiff klassifiziertes Linienschiff der kaiserlichen Marine.
Die vier Schiffe der Brandenburg-Klasse waren die ersten mit Funk ausgestatteten Schiffe der deutschen Marine und die ersten deutschen Kriegsschiffe, die in größerem Umfang mit einer aus Nickelstahl bestehenden Gürtelpanzerung ausgestattet wurden. Die Aufstellung der schweren Artillerie von sechs 28-cm-Geschützen in drei Doppeltürmen auf der Mittschiffslinie war fortschrittlich, da dies Breitseitenfeuer mit allen Geschützen nach beiden Seiten ermöglichte. Bei den darauf folgenden Schiffen der sogenannten Kaiser-Friedrich-Klasse ging man wieder auf das kleinere Kaliber von 24 cm und lediglich vier Geschütze vorn und achtern zurück.
Zwei der Schiffe, die Kurfürst Friedrich Wilhelm und die Weißenburg, wurden 1910 an das Osmanische Reich verkauft. Erstere wurde 1915 von dem britischen U-Boot E11 unter ihrem neuen Namen Barbaros Hayreddin in den Dardanellen versenkt, während die Weißenburg unter ihrem neuen Namen Torgud Reis den Krieg überlebte, 1924 zum Schulschiff umgebaut wurde, später als Hulk Verwendung fand und letztlich bis 1938 in der türkischen Marine im Dienst war.

## Geschichte

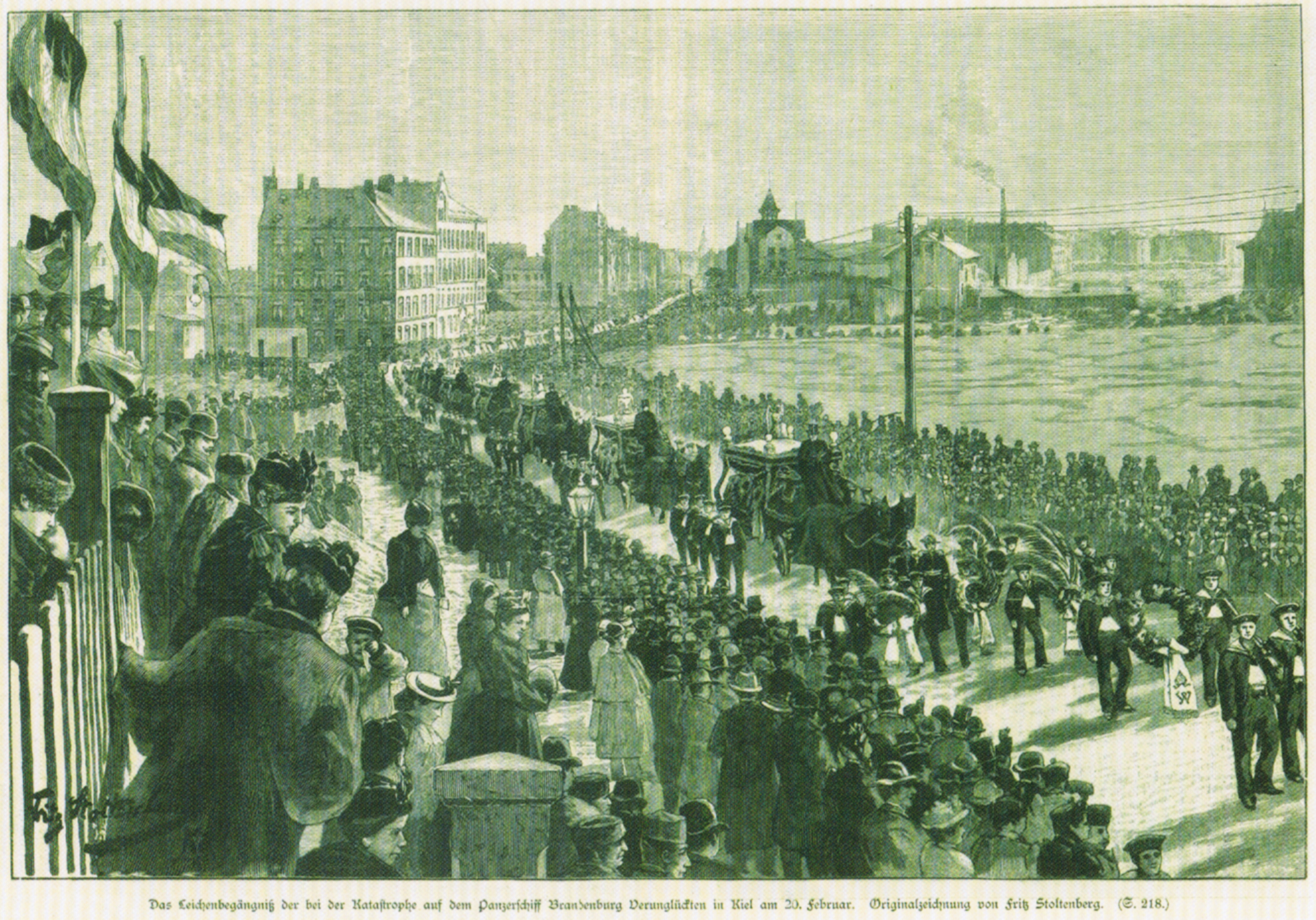
Der Beerdigungszug der Opfer am 20. Februar 1894 durch Kiel

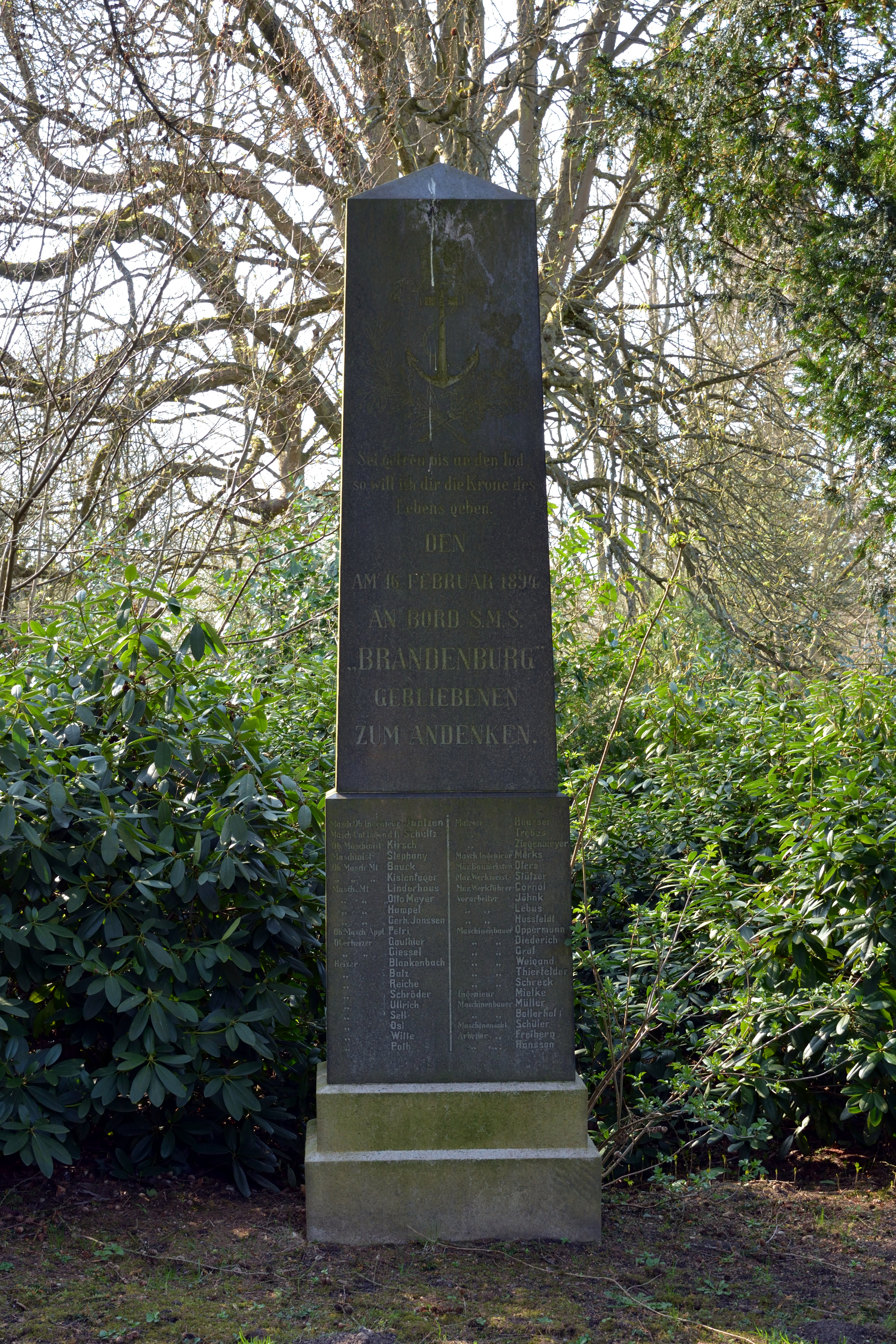
Gedenkstele auf dem Nordfriedhof Kiel

Auf der Brandenburg ereignete sich auf einer Probefahrt am 16. Februar 1894 ein schwerer Unfall. Beim Platzen des Hauptdampfrohres, verursacht durch einen Materialfehler in einem Ventil der Steuerbordmaschine, wurden 44 Menschen getötet (25 Mann der Besatzung, 18 von den Werften und ein Mitglied der Prüfungskommission) und sieben verwundet.
Im Jahr 1900 wurde die Brandenburg zusammen mit der II. Division zur Niederschlagung des Boxeraufstands nach China geschickt, ohne dort allerdings an Kampfhandlungen teilzunehmen. Anfang 1901 erfolgte eine Überholung in Hongkong. Nach weiteren Manövern erhielt die II. Division im Mai den Befehl zur Heimreise und war August 1901 wieder in Wilhelmshaven. Von 1903 bis 1904 erfolgte auf der Kaiserlichen Werft in Wilhelmshaven eine Modernisierung des Schiffs. Im April 1905 stellte man die Brandenburg wieder in Dienst und teilte sie dem II. Geschwader zu.
Nach Beginn des Ersten Weltkriegs diente sie als Teil des V. Geschwaders unter Vizeadmiral Max von Grapow im Küstenwachdienst. Aber schon im Dezember 1915 wurde das überalterte Schiff außer Dienst gestellt, um danach eine Zeitlang als Wohnhulk und Destillierschiff zur Gewinnung von Süßwasser in Libau Verwendung zu finden. Die Geschütze wurden ausgebaut und sollten der Türkei übergeben werden. Das Schiff wurde 1919 nach Danzig verlegt, wo es zum Zielschiff umgebaut werden sollte, aber diese Arbeiten wurden nicht mehr abgeschlossen. Am 13. Mai 1919 erfolgte die Streichung aus der Liste der Kriegsschiffe, und das Schiff wurde schließlich 1920 in Danzig abgewrackt.

## Kommandanten
- Kapitän zur See Felix von Bendemann – November 1893 bis September 1894
- Kapitän zur See Richard von Geißler – September 1894 bis September 1895
- Kapitän zur See Carl Wodrig – September 1895 bis Oktober 1896
- Kapitän zur See Rudolf von Eickstedt – Oktober 1896 bis September 1897
- Kapitän zur See Erich von Dresky – September 1897 bis September 1899
- Kapitän zur See Carl Rosendahl – September 1899 bis September 1901
- Kapitän zur See Eugen Kalau vom Hofe – September 1901 bis September 1902
- Kapitän zur See Reinhold Brussatis – Oktober 1902
- Kapitän zur See Job von Witzleben – April 1905 bis September 1906
- Kapitän zur See Richard Eckermann – Oktober 1906 bis September 1907
- Kapitän zur See Gottfried von Dalwigk – August 1910 bis September 1910
- Kapitän zur See Hans Uthemann – September 1910 bis Februar 1911
- Kapitän zur See Max Hahn – Februar 1911 bis Oktober 1911
- Kapitän zur See Wilhelm Most – August 1914 bis April 1915
- Kapitän zur See Karl Freiherr von Müffling – April 1915 bis Dezember 1915